# Fabio Nigro
Fabio Héctor Nigro (Junín, 29 dicembre 1965) è un dirigente sportivo ed ex calciatore argentino, di ruolo Attaccante.

## Palmarès
- Campionato slovacco: 3

Slovan Bratislava: 1993-1994, 1994-1995, 1995-1996
- Coppa di Slovacchia: 1

Slovan Bratislava: 1993-1994
- Supercoppa di Slovacchia: 3

Slovan Bratislava: 1993, 1994, 1996